# Iridia Salazar
Iridia Salazar Blanco (* 14. Juni 1982) ist eine mexikanische Taekwondoka.
Sie gewann bei den  Olympischen Spielen 2004 die Bronze-Medaille in der Gewichtsklasse bis 57 kg. 1999, 2001 und 2003 wurde sie Vizeweltmeisterin. In den Jahren 2000 und 2002 gewann sie den Gold World Cup. 
Ihr Bruder Óscar Salazar ist ebenfalls ein erfolgreicher Taekwondoka.